# 1986年电影

## 第二十三屆金馬獎
- 最佳劇情片——《恐怖分子》（中影公司）
- 最佳導演——吳宇森《英雄本色》
- 最佳男主角——狄龍《英雄本色》
- 最佳女主角——張艾嘉《最愛》